# Iglesia de San Pablo (Gotinga)
San Pablo es una iglesia parroquial católica en Gotinga. Fue construida como segunda iglesia católica edificada tras la Reforma Protestante en Gotinga casi 150 años después de la iglesia de San Miguel y consagrada el 21 de julio de 1929 por el Obispo Nikolaus Bares. Lleva el nombre del apótol Pablo, cuya estatua monumental muestra el frontón occidental.
San Pablo es una basílica en estilo neobarroco tardío. La representativa fachada occidental con un frontón , un atrio adelantado y un balcón está flanqueada por dos torres poligonales redondeadas. Los muros exteriores de la nave principal sostienen arbotantes dirigidos hacia el cleresotorio. El lado oriental lo compone un ábside con deambulatorio. Al lado del ábside se encuentra la alta torre de planta cuadrada con mirador, piso superior octogonal y chapitel. Como material de construcción se utilizaron bloques de caliza almohadillados.
El interior está también dotado, a pesar de arcos barrocos desviados de la seriedad y monumentalidad del Románico. Los ornamentos litúrgicos fueron reemplazados tras la Reforma Litúrgica. Las grandes pinturas barroquizantes con la Apoteosis de San Pablo son impresionantes.
La financiación de la construcción bajo planos del arquitecto de Essen Adam Weinhag (1879-1937) se realizó a través de donaciones locales y supralocales así como a través de una aportación de la Obra de San Bonifacio. 
El edificio fue poco afectado por la Segunda Guerra Mundial, por lo que la construcción exterior se ha conservado completamente y la interior en parte.

## Galería fotográfica

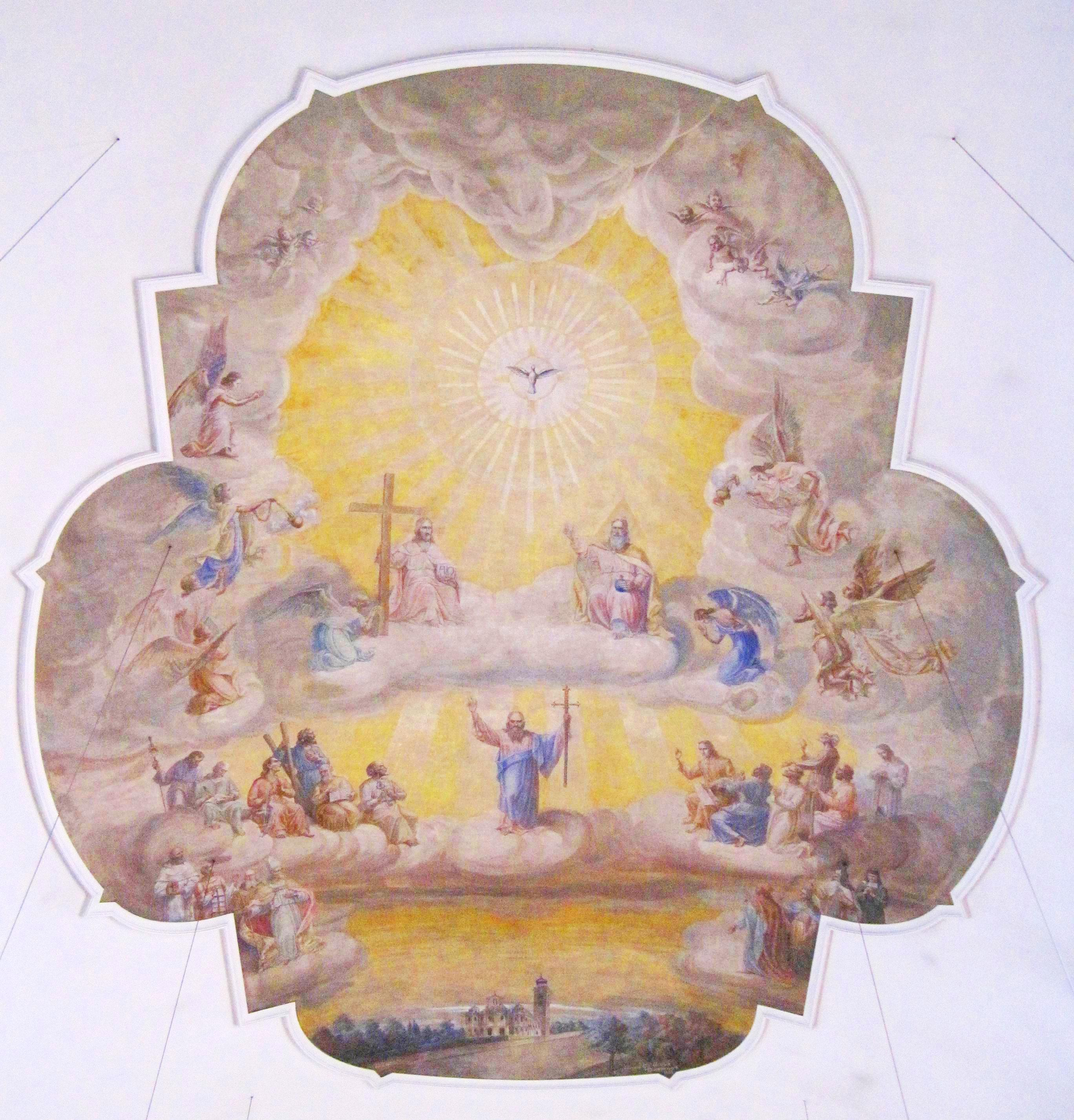
Apoteosis de San Pablo.
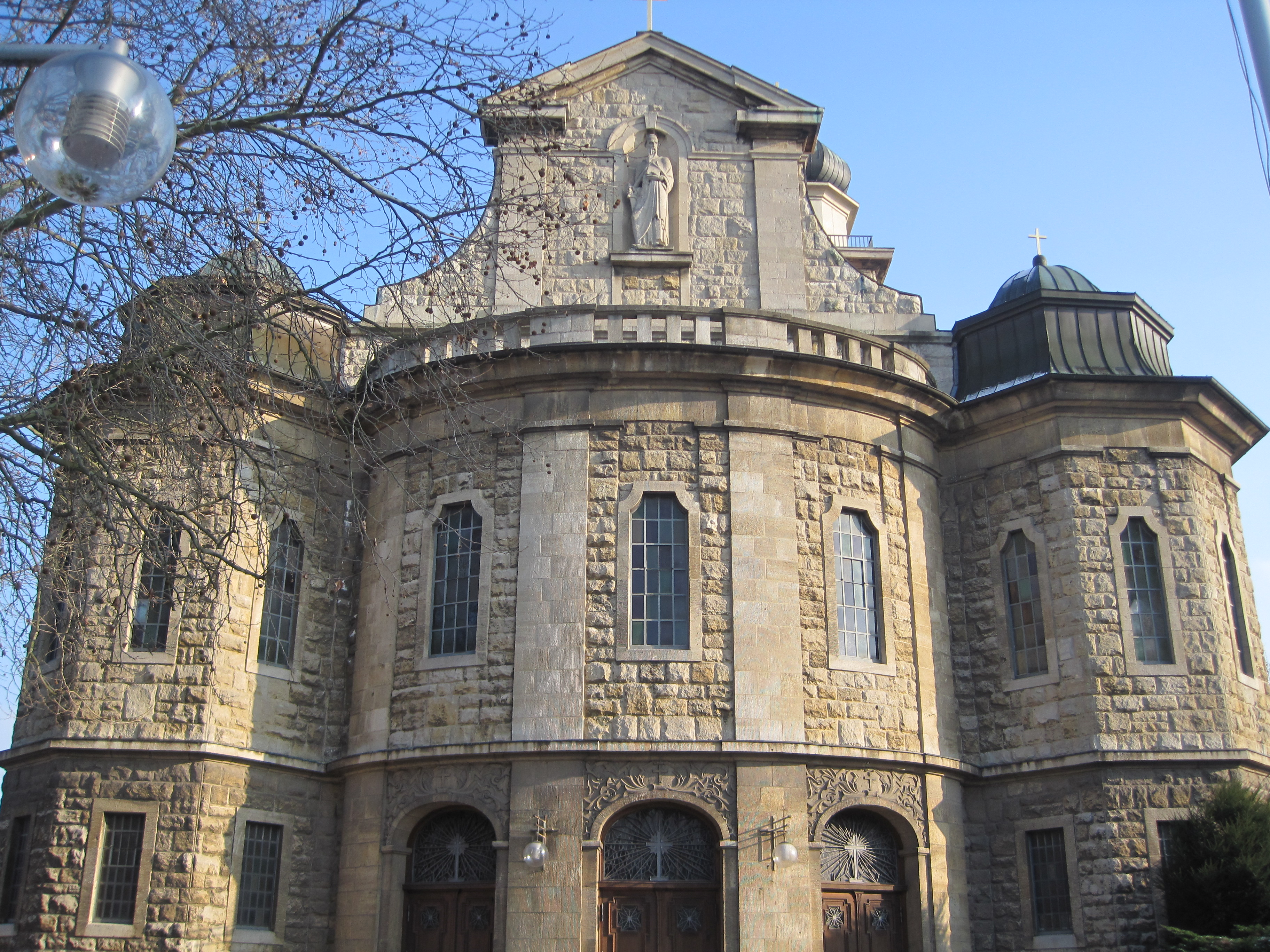
Detalle de la fachada Oeste.
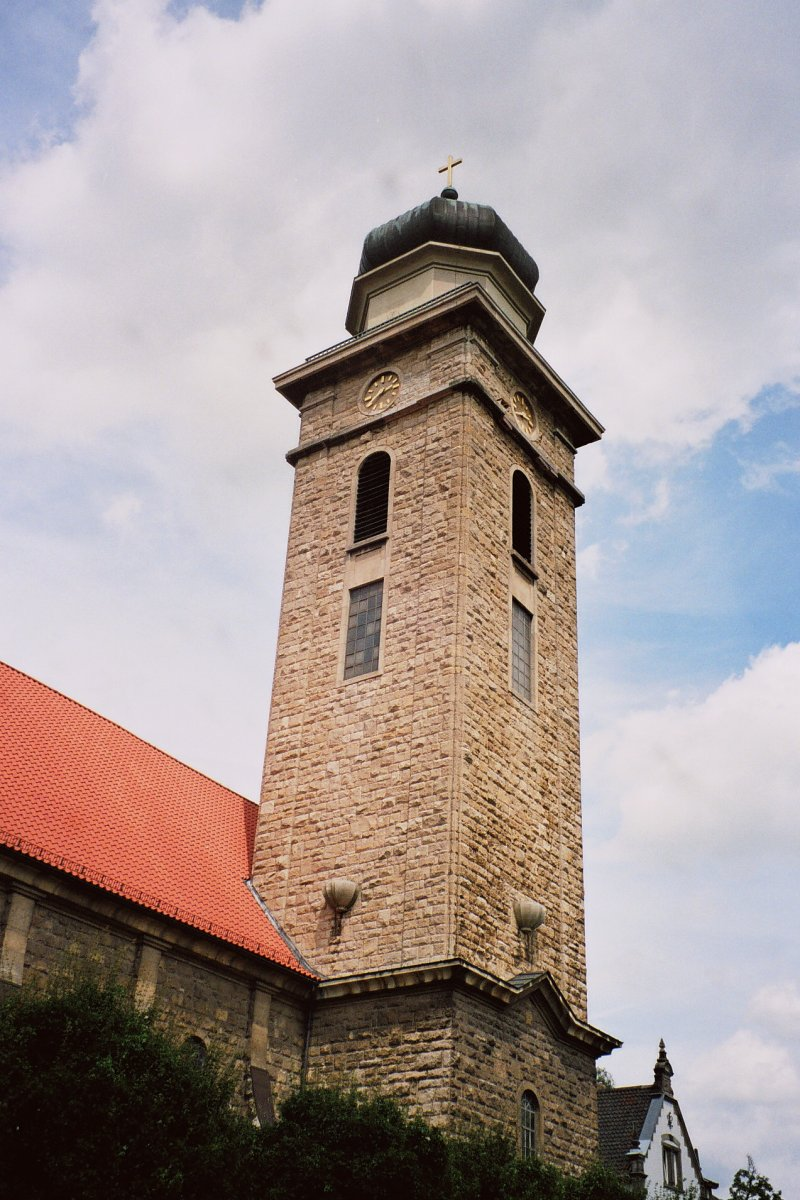
Vista de la torre.